# Archaeolepis mane
Archaeolepis · Archaeolepiidae, Archaeolepidae
Famille
Synonymes
- †Archaeolepidae

Genre
Espèce
Archaeolepis mane est une espèce fossile d'insectes lépidoptères, la seule du genre fossile Archaeolepis, seul genre de la famille fossile des Archaeolepiidae. 

## Classification
La famille des Archaeolepiidae, le genre Archaeolepis et l'espèce Archaeolepis mane sont décrits en 1985 par l'entomologiste britannique Paul E. Whalley (d),.

### Fossiles
Selon Paleobiology Database en 2023, une seule collection est référencée. Elle provient du Royaume-Uni et du Turneri du Jurassique inférieur, des « Birchi Nodules, Black Ven, Charmouth », soit de 195,5 à 189,6 Ma avant notre ère. 

### Découverte
L'holotype fossile est collecté dans les années 1951-1952 par J. F. Jackson (1894-1966), puis acheté et déposé au British Museum of Natural History de Londres. Le fossile d’Archaeolepis n'a été étudié que dans les années 1980, lorsqu'il a été décrit comme un type précoce de lépidoptères, la famille qui comprend les papillons et les mites.
Archaeolepis mane est l'un des premiers fossiles de lépidoptères incontestés. Il date du Jurassique inférieur (il y a environ 190 millions d'années). Il a été trouvé dans la formation de Charmouth Mudstone, Dorset, Royaume-Uni.

### Étymologie
Archaeolepis signifie « écaille ancienne », en référence à l'ancienneté du spécimen, et aux écailles (poils modifiés et aplatis caractéristiques des papillons et des mites) qui l'identifient comme un lépidoptère. L'épithète spécifique mane, signifie  « aube », soulignant en outre qu'il s'agit du premier membre connu de ce groupe.

## Description

### Caractères
Le fossile d’Archaeolepis est constitué d'ailes avec des écailles similaires à celles des lépidoptères. Des réexamens récents ont étayé cette conclusion. Lorsqu'il a été découvert, il a repoussé la gamme fossile connue de lépidoptères de 50 millions d'années. C'était surprenant, car on avait supposé que les papillons et les papillons de nuit étaient apparus pour la première fois aux côtés des plantes à fleurs au Crétacé. Trouver Archaeolepis au Jurassique inférieur signifie que les premiers membres de ce groupe doivent être originaires plus tôt.
Des écailles similaires à celles des papillons et des mites ont été trouvées dans des gisements antérieurs du dernier Trias, et certains chercheurs affirment que cela, ainsi que des preuves génétiques, fournissent des preuves d'une apparition beaucoup plus ancienne du groupe,. Mais l'identification de ces fossiles est contestée, Archaeolepis reste donc le plus ancien lépidoptère fossile confirmé.

### Dimensions
Le fossile (qui comprend une aile) mesure un peu plus de 5 mm de long et 2 mm de large.

### Publication originale
- [1985] (en) Paul E. Whalley (d), « The systematics and palaeogeography of the Lower Jurassic insects of Dorset, England », Bulletin of the British Museum (Natural History), Geology, vol. 39, no 3,‎ 1985, p. 107-189.